# سول مارانتز
سول مارانتز (انگلیسی: Saul Marantz; ۱۱ ژوئیهٔ ۱۹۱۱ – ۱۷ ژانویهٔ ۱۹۹۷) کارآفرین اهل ایالات متحده آمریکا بود، که در سال ۱۹۵۳ شرکت مارانتز را تأسیس کرد.